# ウィリアム・ホイ
ウィリアム・ホイ（William Hoy, 1955年11月 - ）は、アメリカ合衆国の編集技師。1987年より25作以上の映画を編集している。アメリカ映画編集者協会の会員である。

## 主なフィルモグラフィ
- 追いつめられて No Way Out (1987)
- Silent Assassins (1988)
- ベスト・オブ・ザ・ベスト Best of the Best (1989)
- ダンス・ウィズ・ウルブズ Dances with Wolves (1990)
- スタートレックVI 未知の世界 Star Trek VI: The Undiscovered Country (1991)
- パトリオット・ゲーム Patriot Games (1992)
- 硝子の塔 Sliver (1993)
- Judicial Consent (1994)
- Ripple (1995)
- アウトブレイク Outbreak (1995)
- The Repair Shop (1998)
- The Eighteenth Angel (1998)
- 仮面の男 The Man in the Iron Mask (1998)
- ボーン・コレクター The Bone Collector (1999)
- Madison (2001)
- ワンス・アンド・フォーエバー We Were Soldiers (2002)
- A Man Apart (2003)
- アイ,ロボット I, Robot (2004)
- ファンタスティック・フォー ［超能力ユニット］ Fantastic Four (2005)
- 300 〈スリーハンドレッド〉 300 (2007)
- ファンタスティック・フォー:銀河の危機 Fantastic Four: Rise of the Silver Surfer (2007)
- ウォッチメン Watchmen (2009)
- エンジェル ウォーズ Sucker Punch (2011)
- リンカーン/秘密の書 Abraham Lincoln: Vampire Hunter (2012)
- 猿の惑星: 新世紀 Dawn of the Planet of the Apes (2014)
- PAN 〜ネバーランド、夢のはじまり〜 Pan (2015)
- 2:22 2:22 (2017)
- 猿の惑星: 聖戦記 War for the Planet of the Apes (2017)
- ラスト・サマー 〜この夏の先に〜 The Last Summer (2019)
- アンダーウォーター Underwater (2020)
- 野性の呼び声 The Call of the Wild (2020)
- THE BATMAN-ザ・バットマン- The Batman (2022)
- スーパーマン Superman (2025)